# Bảo tàng Jean Moulin
Bảo tàng Jean Moulin nằm ở số 23, Allée de la 2e DB, Quận 15 thành phố Paris. Bảo tàng này được thành lập vào năm 1994 để tưởng nhớ Jean Moulin, một nhân vật quan trọng của lực lượng kháng chiến Pháp trong Thế chiến thứ hai. Hiện nay ở đây trưng bày nhiều hiện vật như tranh ảnh, huy chương... về cuộc kháng chiến của Pháp và cuộc giải phóng Paris.
Cùng với bảo tàng còn có Đài tưởng niệm Thống chế Leclerc de Hauteclocque và cuộc giải phóng Paris (Mémorial du maréchal Leclerc de Hauteclocque et de la Libération de Paris). Bảo tàng Jean Moulin hiện nay do thành phố Paris quản lý.